# Джолин Мари Чолок Ротинсулу
Джолин Мари Чолок Ротинсулу (род. 15 мая 1996 года, также известная как Джолин Мари) — индонезийская актриса, телеведущая, модель и королева красоты, которая была коронована участвовала в конкурсе Мисс интернешнл 2019 12 ноября 2019.
Родилась в Санта-Ане, Калифорния, Соединённые Штаты Америки, в американско-индонезийской семье. Выросла на Индонезия. Начала сниматься в кино в четыре года под сценическим именем Джолин Мари. Её родители развелись, когда ей было 11 лет. Говорит на английском, индонезийском, бахаса манадо[неизвестный термин] и немного на нидерландском. Выиграла титул Мисс Индонезия только со второй попытки, принимая участие в местном конкурсе красоты с 2010 года.